# Cookie Clicker
Cookie Clicker est un jeu incrémental sorti en août 2013 et développé en JavaScript par Julien Thiennot. L'objectif du jeu est de produire un maximum de cookies en cliquant sur un cookie ou en automatisant la production avec des constructions.

## Système de jeu
Le joueur doit produire des cookies en cliquant à la souris sur un cookie situé à gauche de l'écran. Les cookies ainsi accumulés permettent d'acheter des objets qui produisent des cookies de manière autonome en permanence quand le joueur est connecté : sont ainsi obtenus fermes, usines, mines, mais aussi souris pour cliquer à sa place, temples à cookies, portails dimensionnels vers une dimension chocolatée, et grands-mères. Le prix de ces objets augmente progressivement. Le joueur a aussi accès à des améliorations permettant d'améliorer sa production, par objets, par clics, ou dans l'absolu. Le jeu ne connaît pas de fin véritable : le but est simplement de débloquer tous les succès, les constructions, les améliorations standards et les améliorations de prestige.
Un certain nombre de succès sont trouvables, récompensant le joueur pour ses investissements en cookies ou ses actions ; la quantité de ces succès augmente le niveau de lait, influant la performance de certaines améliorations.
Il est à noter que les grands-mères, la deuxième unité de production disponible dans le jeu, ont une importance toute particulière dans le gameplay : leur rendement augmente constamment, jusqu'à déclencher la « Grandmapocalypse » (l'apocalypse des grands-mères), qui voit le déchaînement de leur courroux.
Dans Cookie Clicker, certains éléments apparaissant aléatoirement dans une partie sont interactifs. Par exemple, il se peut qu’un cookie doré fasse son apparition en plein jeu. Le joueur pourra ainsi cliquer sur l’élément opportun afin de voir sa production de cookie se multiplier (généralement par 7, plus rarement la puissance des cliques par 777) ou bien d'obtenir un certain nombre de cookies bonus. ou encore une chaine de cookies qui fait gagner de plus en plus de cookies.
Au fur et à mesure du jeu, de nouveaux objets producteurs, « constructions », sont disponibles à l'achat. Chaque nouvelle construction a une production de cookies supérieure à celle du bâtiment précédent mais pour un prix plus élevé. Il est à noter qu'à chaque achat d'un bâtiment, son prix augmente d'environ 15 % par rapport au prix précédent[réf. souhaitée].

## Développement
Julien Thiennot sort le jeu Cookie Clicker en 10 août 2013. Le jeu est dans un premier temps posté sur le forum de 4chan le 8 août, avant d'être massivement partagé sur les réseaux sociaux. Le 18 août 2013, Orteil annonce que le jeu reçoit 200 000 joueurs chaque jour.
Depuis le 1er septembre 2021, le jeu est disponible à l'achat sur Steam dans une version remaniée, intégrant une bande originale composée par C418.

## Réceptions

### Accueil
Jeuxvideo.com salue Cookie Clicker pour son riche contenu simple d'accès, mais lui reproche d'être davantage un passe-temps qu'un véritable jeu vidéo où le joueur est actif.